# Bassaniodes blagoevi
Bassaniodes blagoevi es una especie de araña cangrejo del género Bassaniodes, familia Thomisidae. Fue descrita científicamente por Naumova en 2020.

## Distribución
Esta especie se encuentra en Albania.